# استراتيجيات إصلاح المزاج
استراتيجيات إصلاح المزاج تقدم تقنيات يمكن للفرد استخدامها لتحويل مزاجه من الحزن العام أو الاكتئاب إلى حالة من الرضا أو السعادة. إستراتيجية إصلاح الحالة المزاجية هي أداة نفسية معرفية وسلوكية وشخصية تستخدم للتأثير على المزاج الخاص بالفرد. وتعتبر الاستراتيجيات المختلفة لإصلاح المزاج هي الأكثر استخدامًا في العلاج المعرفي. وعادة ما يتم تعيينهم كواجب منزلي من قبل المعالجين للمساعدة في التأثير بشكل إيجابي على الأفراد الذين يعانون من الضيق أو الاكتئاب. ومع ذلك، يمكن أيضًا استخدام هذه الأدوات للأفراد الذين يعانون من حالات مزاجية غير مرغوب فيها بشكل مؤقت. هناك العديد من العوامل التي تتدخل في فعالية استراتيجيات إصلاح المزاج لكل فرد، وتتراوح من تقدير العميل لذاته  إلى خبراته مع الاستراتيجية المستخدمة.[مصدر طبي غير موثوق به؟] وحتى الطريقة التي يتم بها تقديم إستراتيجية إصلاح المزاج (إما لتجنب المزاج السلبي أو السعي وراء المزاج الإيجابي) قد يكون لها تأثير على قدرة هذه الاستراتيجية على تحسين المزاج.[مصدر طبي غير موثوق به؟]

## خلفية
ولدت استراتيجيات إصلاح المزاج بطريقة عفوية وغير علمية في التاريخ البشري الحديث بأكمله بسبب المزاج العام للأفراد والرغبة في تغيير المزاج عندما يكون سلبيا. وعموما يمكن اعتبار تقنيات إصلاح المزاج كجزء من«المعرفة العامة» ولكن هذه التقنيات لم يتم استكشافها في البحوث العلمية. مفاهيم مثل «التفكير في الأفكار السعيدة» و «لا تستمع إلى الموسيقى الحزينة» عادة ما يتم وصفها من قبل الأصدقاء أو العائلة لأولئك الذين يعانون من حالة مزاجية سلبية. ما تبقى لاستكشافه بالرغم من ذلك، هو كيف يختلف الأفراد في الاستجابة، وبالتالي أي من مفاهيم تلك «المعرفة العامة» ينبغي اقتراحه أو كيف ينبغي صياغته عند تقديم النصح. أول إشارة علمية لاستراتيجيات إصلاح المزاج جاءت من «جوزيف فورجاس» و«جوردن باور» في عام 1988.
 بدأ تقييم واسع ودراسة لهذه التقنيات في منتصف التسعينات. وقد ركز في المقام الأول على الاختلافات بين الأفراد الذين تُعطى لهم استراتيجيات إصلاح المزاج وكيف تثبت هذه الاستراتيجيات فعاليتها في كل نوع من أنواع الأشخاص. فبينما هناك أنواع معينة من الشخصيات قد تكون أكثر تقبلاً لاستراتيجيات إصلاح المزاج، يبدو أن هناك بعض النجاح في العمل مع جميع أنواع الأفراد.[مصدر طبي غير موثوق به؟] وقد بدأ الاستخدام الاحترافي لإستراتيجيات إصلاح الحالة المزاجية بشكل أساسي في حركة علم النفس الإكلينيكي الإدراكي، وأدى توسع حركة علم النفس الإيجابي إلى زيادة الاستخدام المهني لهذه الاستراتيجيات الخاصة بإصلاح المزاج.[بحاجة لمصدر]
تهتم استراتيجيات إصلاح المزاج المعرفي في المقام الأول بالقدرة على التعرف على الاضطراب العاطفي وأخذ واحد من ثلاثة مسارات للعمل. أولا: يمكن للفرد أن يقوم بتقييم مشاعر الضيق ويفهم مصدر المزاج السلبي بشكل أفضل ليشعر بالتحكم في حالته المزاجية. ثانيا: يمكن أن يقوم الفرد بإعادة تقييم الموقف مما يجعله يتخذ اتجاها سلبيا يتسبب في حالة مزاجية معينة، فيسعى إلى إيجاد المنظور الإيجابي من ذلك الموقف (ينظر للنصف الممتلئ من الكوب). ويمكن أيضا أن يحدث تشويش مما يسمح للأفراد باستعادة الذكريات المتعارضة أو الأفكار الإيجابية من أجل صرف الانتباه عن الاضطراب الحالي في المزاج.[مصدر طبي غير موثوق به؟] تسمح استراتيجيات إصلاح المزاج السلوكي للأفراد بتنظيم مزاجهم من خلال استخدام الأنشطة أو المهام. حيث يتيح العمل في مهمة ما للأفراد تشتيت انتباههم مؤقتًا عن مزاجهم الحالي. وكذلك تسمح التمارين الرياضية بالتخلص من التوتر وتحسين المزاج.[مصدر طبي غير موثوق به؟] وتضع استراتيجيات إصلاح المزاج الشخصية في بؤرة اهتمامها إصلاح المزاج عن طريق العلاقات مع أشخاص آخرين. يمكن أن يتحقق ذلك في الأفراد الذين يبحثون عن دعم عاطفي ومعالجة أعمق للظرف المحتمل الذي أدى إلى المزاج السلبي. ويمكن تحقيق ذلك أيضًا عن طريق تشتيت الفرد ووضعه مع أفراد يمكن أن يرفعوا الروح الإيجابية العامة.

## العرض
تعد طريقة عرض استراتيجيات إصلاح المزاج هي المحور الرئيسي للكثير من البحوث التي تدرس فعالية استراتيجيات إصلاح المزاج. والشيء الأول الذي يجب مراعاته عند اقتراح استخدام إستراتيجية إصلاح الحالة المزاجية هو نوع الحالة التي يكون فيها الشخص. إذا كان الفرد مكتئبًا، فقد ثبت أن الرسائل المصاغة في شكل التجنب لها تأثير أكبر على تحسين المزاج. وهذا يعني أن يتم تقديم استراتيجيات إصلاح المزاج بطريقة لا تبدو أنها تحاول تحقيق السعادة، بل لتجنب الحزن، مما يجعلها أكثر فعالية. بينما يستجيب الأفراد الذين لا يعانون من مرض الاكتئاب بشكل أفضل للرسائل المصاغة في شكل التحسين. عادة ما يكون هؤلاء الأفراد أكثر اهتماما بتحقيق السعادة. تصورات الفرد عن الرغبة في تغيير المزاج واحتمالية نجاح الاستراتيجية هي ما يحقق النجاح.[مصدر طبي غير موثوق به؟]
توجيه الأفراد الذين يبحثون عن إصلاح المزاج للمشاركة في العلاج الواقعي الملموس، بدلا من مجرد التنظير، هو جزء آخر مهم من طريقة العرض. تركز المعالجة المجردة على أسئلة «لماذا»، بينما تركز المعالجة الملموسة على التجارب الحية. فتسمح المعالجة الملموسة للأشخاص بالتركيز بعيداً عن حالتهم السلبية الحالية. يتزامن هذا النوع من المعالجة مع استخدام الصور. حيث أظهرت الأبحاث أن إقران صور حسية مع الذاكرة العاطفية المرتبطة بها يمكن أن يمنح الناس فرصة أفضل لإصلاح الحالة المزاجية. يؤخذ هذا بعين الاعتبار عند تقديم استراتيجيات إصلاح المزاج للناس.[مصدر طبي غير موثوق به؟]

## التقنيات

### استرجاع الذكريات الإيجابية
يُعرف أحيانًا باسم التشتيت أو استعادة ذكريات متعارضة، وهي واحدة من أكثر استراتيجيات إصلاح الحالة المزاجية شيوعًا. عادةً ما ينخرط الناس في أفكار تطابِق المزاج السيء، والتي تتوافق مع مزاجهم. وعادة ما تقوم تقنية استعادة الذكريات المتعارضة بإجبار الفرد على التفكير في ذكريات لا تتعلق بحالته المزاجية الحالية. النظرية الكامنة وراء هذه التقنية هي أنه عندما ينخرط العقل في مسار مزاج سلبي، فإن الاستعادة القسرية للذكريات الإيجابية ستكسر الدورة وتجبر الدماغ على إعادة توجيهه إلى حالة أكثر إيجابية.[مصدر طبي غير موثوق به؟] هناك طريقتان لاسترجاع هذه الذكريات، بشكل تجريدي وملموس. يتألف الاسترجاع التجريدي للذكريات من نوع من المقارنة بين ذاكرة الفرد ووضعه الحالي. قد يكون هذا مفيدًا في بعض الأحيان ما لم يعاني الفرد من الاكتئاب. أما الاسترجاع الملموس يتم تسترجع الذاكرة بشكل واضح وحي، حيث يختبر الفرد أحداث هذه الذكريات بشكل أكثر حدة. وقد استخدم ذلك على نطاق واسع حتى بين أولئك الذين يعانون من الاكتئاب الإكلينيكي.

### الموسيقى
غالبًا ما يتم استخدام الموسيقى لسببين مختلفين في استراتيجيات إصلاح الحالة المزاجية. الأول هو السماح للمستمعين بالتعرف على أنفسهم من خلال الموسيقى الحالية، والسماح ببعض التهوية أو تغيير المزاج. أما الآخر فهو عبارة عن إستراتيجية من إستراتيجيات إصلاح الحالة المزاجية التي تسمح للمستمع بالقيام بإجراءات فعلية للوصول للمزاج المرغوب. ويعتبر هذان الأسلوبان هما نهج الاستماع المتوافق مع المزاج ونهج الاستماع غير المتوافق مع المزاج، على الترتيب.[مصدر طبي غير موثوق به؟]
يعد الاستماع إلى الموسيقى المتوافقة مع المزاج من قبل أولئك الذين يعانون من حالات مزاجية سلبية مثل الضيق، أو الحزن، تقنية تسمح لهؤلاء الأفراد أن يكونوا أكثر ميلا للتواصل مع الموسيقى التي تشترك مع مزاجهم الحالي. يمكن لهذا التأثير المزاجي المتوافق أن يسمح للأفراد الذين ينخرطون في الاستماع للموسيقى المتوافقة مع مزاجهم أن يصبحوا أكثر وعياً بمزاجهم الخاص. حيث تخبر النظريات أنه مع وجود شعور متزايد بالتعرف على المزاج، يتمكن الفرد من الإحساس بالقوة من خلال معرفة أن الحالة المزاجية الحالية خاصة به، وأنه يتحكم في مزاجه. ومن خلال الإحساس بالهيمنة بشكل أكبر على حالتهم العاطفية، يمكن للأفراد أن يتخذوا خطوات ليسيطروا عليها ويغيروا مزاجهم الحالي غير المرغوب. إن الاعتراف بمزاج الشخص هو مقدمة حاسمة في محاولات تنظيم الحالة المزاجية.[مصدر طبي غير موثوق به؟]
بينما الاستماع إلى الموسيقى في حالة مزاجية غير متوافقة، مثل شخص حزين يستمع إلى الموسيقى السعيدة، يسمح باحتمالية تغيير المزاج من خلال التشتيت، ويفرض أفكارا إيجابية على الفرد مثل مشاعر السعادة والتشجيع والشعور بالأمل والتغيير في التصور، وما إلى ذلك. وفي ظل تغيير المزاج من خلال التشتيت، يُسمح للأفراد بوقت «للتهدئة» والتقليل من حدة مزاجهم المضطرب. يمكن أن يؤدي فرض المشاعر الإيجابية من خلال الموسيقى إلى جعل الفرد يقلد بتصرفاته نموذج السلوكيات التي تتوافق مع نوع الموسيقى المستخدمة.[مصدر طبي غير موثوق به؟]

### الدعم الاجتماعي
في حين أن العديد من استراتيجيات إصلاح المزاج فردية في نهجها، يسمح الدعم الاجتماعي للأفراد بالانخراط في شكل من أشكال الإصلاح التي تركز على الآخرين. يمكن أن يحدث الدعم الاجتماعي بعدة طرق. تعد «التهوية» شكلا من أشكال الدعم الاجتماعي حيث يمكن للمشارك أن «يهوي عن نفسه» أسباب المزاج الحالي غير المرغوب فيه. هذا يسمح للعاطفة أن تتخلص من أي شكل من أشكال التوتر نتيجة لتأمل فرد في القضية وفتحه المجال لإعادة التفسير من قبل المستمع. أما «الإشباع» فهو رد فعل ممتع استجابة للتواصل مع سبب المزاج غير المرغوب فيه. يمكن أن يكون هذا النوع من الإشباع مكافأة للمشارك في إطلاق التوتر الذي يسببه المزاج السيء وبالتالي الشعور بالارتياح. يعتبر أيضًا قضاء الوقت مع شخص ما والانخراط في نشاط عاطفي شكلا من الدعم الاجتماعي. وتتيح أشكال الدعم الاجتماعي هذه للفرد أن يصرف انتباهه عن سبب المشكلة ويسمح بمرور الوقت والسماح بعملية تغيير المزاج. إن الانخراط في أنشطة عاطفية مخالفة للمشاعر التي يمر بها المشارك حاليًا، مثل مساعدة الآخرين أو تجربة أشياء ممتعة، قد يؤدي أيضًا إلى زيادة سرعة تغيير المزاج عن طريق تحويل تركيز مزاجهم نحو أشياء أخرى.

### إدارة المزاج النشطة
غالباً ما تستخدم تقنيات الاسترخاء كاستراتيجيات لإصلاح المزاج لمساعدة الفرد على تحقيق مستوى من الهدوء والحد من التوتر الذي يمكن أن ينتج من المزاج السلبي. غالباً ما تكون هذه الأساليب منهجية للغاية في أسلوب تنفيذها، ويمكن أن يشارك فيها الأفراد الراغبين بذلك والذين يدركون كيفية القيام بها. التأمل والسيطرة على التنفس بشكل واع هما مثالان شائعان.
يتم استخدام التمارين الرياضية لمساعدة الأفراد على التخفيف من الحالة المزاجية غير المرغوبة من خلال جعل الجسم يفرز الاندورفين. هذا الاندورفين يجلب إحساسا بالنشوة ويمكن أن يخفف من حدة المزاج غير المرغوب فيه من قبل المشاركين الذين يركزون على الوصول لهذه النشوة. يمكن أن تساعد التمارين الرياضية أيضًا على تشتيت انتباه الأفراد عن مزاجهم السيء من خلال تركيزهم على القيام بمهمة محددة، مثل التركيز على رفع الأثقال، أو عبور خط النهاية، مما يتيح مساحة أقل للتأمل في الأفكار السلبية.
تستخدم أنشطة إدارة الضغوطات من أجل إصلاح المزاج والتوتر الذي يصاحب المزاج السيء عادة. فمن خلال التعامل مع الضغوطات عن طريق مجموعة متنوعة من التقنيات، يستطيع الأفراد تعلم كيفية إدارة حياتهم اليومية والمحفزات التي يمكن أن تسبب الضغط.

### الجنس
يعد الجنس من أشكال تقليل التوتر بشكل مباشر، والذي يضعه في نفس الفئة مع أشياء أخرى مثل تعاطي المخدرات والكحول. إن الانخراط بشكل عام في الجماع هو بديل أكثر أمانًا وأقل تدميراً من وسائل تقليل التوتر الأخرى. بالنسبة لأولئك الذين يتمتعون بعلاقة سليمة وملتزمة يمكن أن تثبت أنها إستراتيجية مفيدة جداً لإصلاح المزاج. الغرض الرئيسي للجماع الجنسي في إصلاح المزاج هو التخلص من التوتر. فهو ينشط إطلاق الأوكسيتوسين في الدماغ الذي يعمل على تهدئة الأعصاب، وإرخاء العضلات، وتحفيز النشوة الوجيزة. كل هذه النتائج لها تأثير إيجابي على الحالة المزاجية غير المرغوب فيها وتقوم مجتمعة بتقديم رد فعل قوي. والسبب الرئيسي الثاني الذي يجعل الجنس إستراتيجية جيدة لإصلاح المزاج هو مشاعر القرب الذي يخلقه بين الشخصين المندمجين فيه. تلك الحميمية التي ينطوي عليها الجنس تعد بمثابة مواجهة هامة لمشاعر الوحدة والعزلة التي تساهم في الغالب في الحزن أو الاكتئاب.

### الفكاهة
الفكاهة هي أيضا إستراتيجية معروفة لإصلاح المزاج. تستطيع الفكاهة أن تحدث شعورا بتغيير المزاج وتسمح للأفراد بالانخراط في أنشطة ممتعة. يمكن أن يؤدي الانخراط في الأنشطة التي تثير استجابة فكاهية في كثير من الأحيان عند الأفراد إلى الضحك. الضحك قادر على زيادة مستويات السيروتونين المعروفة بأنها تؤدي إلى مستوى أعلى من الرضا.